# Bota e re (1936)
Bota e re var en albanskspråkig tidskrift för ekonomi, samhälle, kultur och litteratur, som utkom varannan vecka 1936–37. Den utkom med inalles 21 nummer och trycktes i Korça i Albanien. Tidskriften uppmärksammade samhälleliga problem och varnade för Italiens aggressioner mot landet. Den bannlystes av kung Zog I:s regim. Tidskriften utgav också litterära alster av albanska författare (bl.a. Migjeni) samt översättningar av utländska författare (bl.a. Victor Hugo).